# Bennie K
Bennie K, aussi stylisé BENNIE K, est un groupe d'urban japonais.

## Biographie
Bennie K est composé de la chanteuse Yuki (parfois surnommée Jolly Roger, née le 23 février 1984) et de la rappeuse Cico (née le 7 janvier 1978), qui se sont rencontrées aux États-Unis, auxquelles est parfois associé le manager et DJ du groupe, DJ Hi-Kick. Pendant l'été 1999, Yuki et Cico se rencontre par pur hasard. Yuki dormait à Los Angeles dans la résidence de la tante de Cico.
Le groupe, formé en 2000, débute en janvier 2001 sur le label For Life Music avec la sortie du single Melody. Il rencontre le succès en 2004, son quatrième album Japana-rhythm se classant n°1 des charts Oricon l'année suivante. 
En 2009-2010, il collabore avec la chanteuse américaine Becca, sortant un single et un album en tant que Bennie Becca. En 2011, Yuki écrit et produit le single Little Dancer du groupe SPEED, puis son album 4 Colors l'année suivante. Depuis 2010, Cico participe à des enregistrements d'autres artistes, en tant que Cico from Bennie K.

## Discographie

### Albums studio
- 2002 : Cube
- 2003 : Essence
- 2004 : Synchronicity (n°5 à l'Oricon)
- 2005 : Japana-rhythm (n°1)
- 2007 : The World (n°3)
- 2010 : Bennie Becca (par Bennie Becca)

### EP
- 2004 : The Bennie K Show (ザ･ベニーケー･ショウ)
- 2006 : The Bennie K Show: On the Floor Hen (ザ・ベニーケー・ショウ: On the Floor編) (n°5)

### Compilations
- 2008 : Best of the Bestest (n°2)
- 2008 : The "Bestest" Bennie K Show

### Singles
- 2001 : Melody
- 2001 : School Girl
- 2001 : Sunshine
- 2002 : Nai / P-Dad
- 2003 : My Way
- 2003 : Better Days
- 2003 : Tegami / Nagori Natsu (手紙 / なごり夏r)
- 2004 : Sunrise (サンライズ) (n°10)
- 2005 : Dreamland (n°2)
- 2005 : Sky (n°9)
- 2006 : Joy Trip (n°5)
- 2007 : 1001 Nights (n°17)
- 2008 : Monochrome (モノクローム) (n°9)
- 2008 : Music Traveler / with Soffet
- 2009 : Dreamer (par Bennie Becca)

### Vidéos
- 2006 : Trippin' Channel: Live Japana-Rhythm
- 2006 : The Bennie K Show: On the Floor Hen? (ザ・ベニーケー・ショウ: On the Floor編?)
- 2007 : THE "New" World: World Tour!? in Japan